# Jasynoevata
Jasynoevata (Oekraïens: Ясинувата) is een stad in het oosten van Oekraïne, gelegen in de oblast Donetsk. Jasynoevata is het centrum van het gelijknamige rayon en heeft ongeveer 36.000 inwoners (2013). 
De stad kent het grootste rangeerterrein van het land en is een belangrijk spoorwegknooppunt. Dit houdt verband met de zware industrie en de mijnbouw in de regio. Het spoorstation dateert van 1872 en werd in de jaren twintig en dertig van de twintigste eeuw sterk uitgebreid.